# الرجل المعلق
الرجل المعلق هي فكرة طرحها ابن سينا (ت. ٤٢٧ هـ) لإثبات وجود النفس، وأن الانسان لا يغفل عن وجود ذاته وله غفل عن كل شيء.

## النص الأصلي
ذكر ابن سينا مسألة الرجل المعلق في المقالة الاولى من الفن السادس من الطبيعيات ضمن كتاب الشفاء، حيث يقول:
كما ذكرها بصيغة مختلفة في كتاب «الإشارات والتنبيهات»: